# Orbită geostaționară

Punct geostaționar în verde pe orbită deasupra unui punct brun de pe Pământ.

Orbita geostaționară, abreviat GEO (în engleză geostationary orbit) este o orbită circulară în jurul Pământului caracterizată printr-o înclinație orbitală nulă (prin urmare o orbită în planul ecuatorial), și o perioadă orbitală (durata unei orbite) egală cu perioada de rotație a Pământului. Un obiect plasat pe o orbită geostaționară rămâne în permanență deasupra aceluiași punct de pe ecuatorul terestru. 
Orbita geostaționară în jurul Pământului se situează la o altitudine de 35.786 km deasupra geoidului terestru; în mod curent se vorbește despre sateliți la 36.000 km.
Aceste proprietăți ale orbitei geostaționare sunt exploatate îndeosebi de sateliții de telecomunicații care pot astfel să servească de releu permanent între stațiile de emisie și stațiile de recepție pentru legăturile telefonice, informatice sau difuzarea programelor de televiziune, și sateliții de meteorologie, așa cum este Meteosat, care poate înregistra în permanență evoluția norilor și temperaturilor unei mari zone de pe Pământ.
Orbita geostaționară este un caz particular de orbită geosincronă.

## Caracteristici

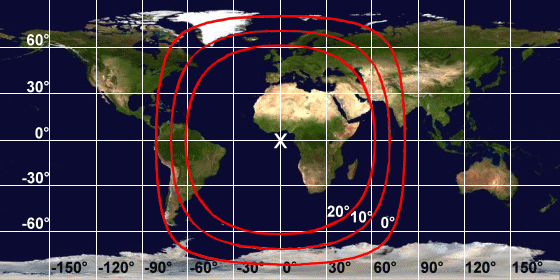
Acoperirea unui satelit geostaționar: acesta poate comunica cu stații situate pe jumătate a sferei terestre. Totuși calitatea semnalelor se degradează la periferia zonei de vizibilitate.

În plus față de caracteristica orbitei geosincrone care face ca un corp pe această orbită să aibă o perioadă de revoluție foarte exact egală cu perioada de rotație a Pământului în jurul său (23 de ore 56 de minute și 4,1 secunde), orbita geostaționară se încadrează în planul ecuatorial al Pământului. Această proprietate suplimentară face ca orice corp aflat pe orbită geostaționară să pară nemișcat față de orice punct de pe Pământ.
Această caracteristică este deosebit de importantă pentru sateliți de telecomunicații sau pentru televiziune. Deoarece poziția satelitului pare a fi imobilă, echipamentul de recepție echipat cu o antenă fixă îndreptată în direcția satelitului geostaționar va fi suficient pentru a-i capta emisiile. Pentru acoperirea Europei, în principal Eutelsat asigură această misiune cu numeroși sateliți pe orbită. Această orbită este folosită și pentru observarea Pământului dintr-o poziție fixă în spațiu. Este cazul sateliților meteorologici geostaționari, inclusiv Meteosat pentru Europa.
Sateliții geostaționari se află în mod necesar pe verticala („la zenitul”) unui punct de pe ecuator sau, cu alte cuvinte, situați în planul ecuatorial al Pământului și la altitudinea necesară. Uneori auzim sintagma „satelit geostaționar deasupra Europei”, care este folosită incorect, întrucât ecuatorul nu trece prin Europa. Exprimarea corectă ar fi „satelit aflat pe orbită geostaționară vizibil din Europa”.

## Întreținerea stației
Orbita geostaționară a satelitului nu rămâne stabilă și derivă sub influența mai multor efecte, printre care neregularitățile gravitaționale și potențialul geodinamic al Pământului, presiunea radiației solare, atracția Lunii etc. Aceste derive vor fi pe direcția est-vest, dar și nord-sud (variația înclinației). Cu toate acestea, există două poziții stabile pe orbita geostaționară, în ceea ce privește derivele est-vest, situate la 75° E și 105° V. În mod similar, există două poziții instabile la 11° V și 162° E. Prin urmare, menținerea unei poziții geostaționare necesită manevre de corectare a orbitei atât în direcția nord-sud, cât și în direcția est-vest. Convențiile internaționale cer o precizie de poziționare de 0,05° până la 0,1° în ambele direcții, adică 35 până la 75 de kilometri, la nivelul orbitei. Aceste manevre consumă propergoli, iar epuizarea lor este principala cauză a sfârșitului vieții satelitului. Apoi satelitul este pus pe o orbită de rebut / orbită cimitir, mai îndepărtată de Pămănt, pentru a nuse interfera cu orbita viitorilor sateliți. Dacă este lăsat liber, satelitul se va așeza într-un punct sabil.
Niciun corp ceresc natural (asteroid...) nu gravitează pe orbita geostaționară a Pământului, dar cazul există în altă parte a Sistemului Solar: orbita geostaționară a lui Pluto conține satelitul natural Charon. Acest caz este totuși deosebit în măsura în care viteza de rotație a lui Pluto este influențată de perioada de revoluție orbitală a lui Charon prin fenomenul de blocare gravitațională (numită și rotație sincronă).

## Atingerea orbitei geostaționare
Plasarea unui satelit pe o orbită geostaționară este o operație complexă care poate lua mai multe săptămâni.
După ce a părăsit atmosfera în vârful unei rachete, satelitul este accelerat până ajunge pe o orbită de transfer geostaționară. Această operație este în general făcută de ultima treaptă a rachetei. Această orbită de transfer este la cel mai jos perigeu, la circa 180 km altitudine și la cel mai înalt apogeu, la 36.000 km. În general în acest stadiu se termină contactul dintre societate lansatoare și satelit care, în același timp, se separă de ultima treaptă a rachetei. Satelitul trebuie să-și termine atunci punerea pe orbită utilizându-și propulsia (propergoli sau ioni) pentru a-și termina circularizarea orbitei la 36.000 km altitudine, în orice punct.

## Calculul altitudinii orbitei geostaționare
- A doua Lege a lui Newton dă: {\displaystyle F=m\times a}
- Mișcarea fiind circulară uniformă avem: {\displaystyle a={\frac {v^{2}}{R}}}
- Legea atracției universale enunță: {\displaystyle F=G\times M_{T}\left({\frac {m_{s}}{R^{2}}}\right)}

unde: 
- {\displaystyle a} este accelerația satelitului
- {\displaystyle G} este constanta gravitațională {\displaystyle G=6,67\cdot 10^{-11}\ m^{3}\cdot kg^{-1}\cdot s^{-2}}
- {\displaystyle M_{T}} este masa Pământului {\displaystyle M_{T}=5,9736\cdot 10^{24}\ kg}
- {\displaystyle m_{s}} este la masa satelitului
- {\displaystyle R=R_{T}+h} unde:
  - {\displaystyle R_{T}} este raza Pământului la ecuator {\displaystyle R_{T}=6378,14\ km}
  - {\displaystyle h} este altitudinea satelitului
- {\displaystyle v} este viteza tangențială a satelitului,

de unde
{\displaystyle {\frac {G\times M_{T}\times m_{s}}{(R_{T}+h)^{2}}}={\frac {m_{s}\times v^{2}}{R_{T}+h}}}
Viteza, pentru o traiectorie circulară este:
{\displaystyle v={\frac {2\pi (R_{T}+h)}{T}}}
unde {\displaystyle T} este perioada sinodică a satelitului, adică timpul în care satelitul face o rotație completă în jurul Pămâtului, care trebuie să fie egaă cu perioada de rotație siderală a Pământului. {\displaystyle T=86164,1s}
După calcul se obține:
{\displaystyle h=\left({\frac {G\times M_{T}\times T^{2}}{4\pi ^{2}}}\right)^{\frac {1}{3}}-R_{T}} adică {\displaystyle h=35784\ km}

## Calculul vitezei satelitului
Pornind de la cea de a doua Lege a lui Newton și de la Legea gravitației universale se poate scrie:
{\displaystyle {\frac {m_{s}\times v^{2}}{R_{T}+h}}={\frac {G\times M_{T}\times m_{s}}{(R_{T}+h)^{2}}}}
de unde 
{\displaystyle v={\sqrt {\frac {G\times M_{T}}{R_{T}+h}}}}
Pentru {\displaystyle h=35784\ {\rm {km}}} se obține: {\displaystyle v=3,074\ {\rm {km.s^{-1}}}}, adică {\displaystyle v=3\;074\ {\rm {m.s^{-1}}}}
Altă metodă de calcul:
{\displaystyle V={\frac {2\pi \times R}{T}}},
unde {\displaystyle R} este distanța dintre centrul Pământului și satelit (în metri), adică:
{\displaystyle R=R_{T}+h} : raza Pământului {\displaystyle R_{T}} + altitudinea satelitului {\displaystyle h}
și {\displaystyle T} este perioada sateliților geostaționari, adică 86.164 s
{\displaystyle V={\frac {2\pi \times 4,2162.10^{7}}{86164}}=3\;074\ {\rm {m.s^{-1}}}}

## Orbită cimitir
Atunci când un satelit aflat pe orbită geostaționară ajunge la sfârșitul vieții sale, în general din cauza epuizării propergolilor săi, nu mai poate fi controlat pentru a rămâne riguros geostaționar. Prin urmare este mutat pe o orbită foarte apropiată, numită „orbită cimitir”, unde va rămâne ca gunoaie spațiale pentru o perioadă nedeterminată. Controlorilor de satelit li se cere, de obicei, să folosească ultimele câteva kilograme de propergoli rămase (dacă satelitul este încă manevrabil) pentru a repoziționa satelitul puțin mai departe de orbita geostaționară, împiedicându-l apoi să se apropie prea mult de alți sateliți activi. Apoi, se cere întreruperea tuturor circuitelor electrice, împiedicându-l să interfereze cu ceilalți sateliți pe lângă care va trece, precum și golirea completă a rezervoarelor de propergoli pentru a se proteja de o explozie în urma unei posibile coliziuni cu un alt obiect ceresc.

## Denumire alternativă
Orbita geostaționară este uneori denumită orbită Clarke sau centura Clarke, în onoarea scriitorului britanic de literatură științifico-fantastică Arthur C. Clarke, primul care a emis ideea unei rețele de sateliți folosind această orbită.